# Mary Acuña
María Grimaneza Acuña Peralta (Tacabamba, 20 de diciembre de 1962) es una abogada, empresaria y política peruana; más conocida como  Mary Acuña. Actualmente es congresista de la república por Lambayeque para el periodo 2021-2026.

## Biografía
Nació en el Distrito de Tacabamba, ubicado en la provincia de Chota del departamento de Cajamarca, el 20 de diciembre de 1962. Es hija de Héctor Acuña Cabrera y de Clementina Peralta Alvarado. Es hermana del político y líder del partido Alianza para el Progreso, César Acuña, así como de Virgilio Acuña, Humberto Acuña y Héctor Acuña.
Cursó sus estudios primarios y secundarios en su localidad natal. Cursó estudios superiores de Abogada en la Universidad Señor de Sipan.

## Vida política
Para las elecciones parlamentarias de Perú de 2006, postuló a al Congreso de la República por la lista de Lambayeque, por el partido Alianza para el Progreso liderado por César Acuña y Culminando el proceso electoral, la candidatura no tuvo éxito.
Intentó nuevamente ser congresista en las elecciones parlamentarias del 2011 por Alianza por el Gran Cambio. No resultó electa.

### Congresista
En las elecciones parlamentarias del 2021, Acuña postuló al Congreso de la República por la lista electoral de Lambayeque y finalmente fue elegida como congresista de la república, obteniendo 11,384 votos, para el periodo parlamentario 2021-2026.